# Mylabris bihumerosa
Mylabris bihumerosa es una especie de coleóptero de la familia Meloidae. Que habita en Senegal.